# Zebibyte
Een zebibyte (afgekort ZiB) is een eenheid van informatie voor computeropslag. Een zebibyte staat gelijk aan:
270 of 10247 = 1.180.591.620.717.411.303.424 bytes
Het SI-prefix dat gerelateerd is met een zebibyte is zetta- wat wortel is van de zettabyte.
Andere eenheden of benamingen: bit · nibble/tetrade · byte/octet · phit · qubit · qutrit · trit